# Zadní Rennerovky
Zadní Rennerovky (německy Hinter Rennerbauden) jsou osada a luční enkláva v Krkonoších, součást obce Strážné, od které jsou vzdáleny přibližně 7 km severovýchodně. Založeny byly významným krkonošským rodem Rennerů v roce 1695.
Nacházejí se na východním úbočí Světlého vrchu, v současné době též na území II. zóny Krkonošského národního parku. V okolí se nachází množství turistických cest s tyčovým značením a běžkařské trasy (Krkonošská magistrála). Zadní Rennerovky tvoří chata Spořitelna, Kuprovka, Grohmannova bouda a Dvorská bouda.
Luční enkláva (louka zcela obklopená lesem) Zadní Rennerovky je jedna z nejhodnotnějších luk v Krkonošském národním parku. Od 16. století se louka pravidelně spásala, což umožnilo výskyt vzácných druhů živočichů a rostlin, jako např. zvonek český, zdrojovka prameništní, kropenáč vytrvalý nebo vrbovka nící.
Po roce 1945 bylo převážně německé obyvatelstvo vystěhováno a hospodářská údržba luk skončila. Ty začaly zarůstat plevely, které vzácné druhy vytlačily. Po roce 1990 se do hor pozvolna vrací přirozený způsob hospodaření a čím dál častěji lze u horských bud vidět a slyšet) ovce a kozy. Vzácné druhy se znovu objevují. Opět se zde začíná dařit chřástalu polnímu, který je taktéž závislý na kosení a spásání louky.